# Tipula perlaticosta
Tipula perlaticosta är en tvåvingeart som beskrevs av Alexander 1941. Tipula perlaticosta ingår i släktet Tipula och familjen storharkrankar. Inga underarter finns listade i Catalogue of Life.